# ファースト・ディセント
『ファースト・ディセント』（原題: First Descent）とは、2005年に製作されたアメリカ合衆国のドキュメンタリー映画。スノーボーダーの聖地アラスカを中心に広大な自然あふれる山でのファースト・ディセント（人が初めて滑る斜面）への挑戦を描く。監督・プロデュースはケヴィン・ハリソン、ケンプ・カーリー。キャストは五輪金メダリストのショーン・ホワイトやハンナ・テーターなどスノーボード界の実力者が多数出演する。

## あらすじ
この物語は、アラスカ州バルディーズに集まった5人のボーダーたちの姿から始まる。
プロ・アマチュア・アスリート含め、スノーボード界の実績ある選手たちの前人未到の挑戦を描く。
誰も足を踏み入れたことのない前人未到のファーストディセントに挑むボーダーたちの興奮・不安・期待、様々な感情が入り乱れる中、最上の雪上ドラマが描かれる。そして、彼ら彼女らの命がけの冒険が移される一方、スノーボードの変遷・歴史、五輪での競技化、また文化や生活にも視点を当て、広い視野でスノーボードに迫っていく、ドキュメンタリー映画。
映画公開後、五輪金メダリストとなるショーン・ホワイトやハンナ・テーターの競技外での滑りやスノーボードのレジェンドと呼ばれるテリエ・ハーコンセンのボードワークを見ることができる。

## キャスト
- ショーン・ホワイト
（トリノ、バンクーバー五輪スノーボード男子ハープパイプ金メダリスト）
- ハンナ・テーター（英語版）
（トリノ五輪スノーボード女子ハーフパイプ金メダリスト、バンクーバー五輪銀メダリスト）
- テリエ・ハーコンセン
（スノーボード界のシンボル・レジェンド）[要出典]
- ショーン・ファーマー
（元祖エクストリームライダー）[要出典]
- ニック・ペラタ
（アラスカ在住の世界一危険なライダーと呼ばれる男）[要出典]
- トラビス・ライス
（五輪不参加のスロープスタイル最高のライダー）[要出典]

## スタッフ
- 監督・脚本・プロデューサー： ケヴィン・ハリソン（英語版）
- 監督・編集・プロデューサー： ケンプ・カーリー
- 撮影： スコット・ダンカン
- ナレーション： ヘンリー・ロリンズ
- 音楽： マーク・マザースホウ

## 製作・公開
アメリカでは2005年に劇場公開。
日本では、2006年12月23日より、渋谷シネ・アミューズ他、全国にて順次ロードショーされた。
劇場上映後、DVDも発売されており、メイキング・製作の舞台裏が特典映像として収録されている。

## 評価
レビューの数は少ないが、好評価のものが多い。スノーボード界を代表する選手の妙技に対して、「かっこよすぎる」「ボーダーならば絶対見るべき」との言葉が数多く見られた。ただ、スノーボードに興味がなければ、手に取る機会がないかもしれない作品であろう。。